# Суво Грло (Србица)
Суво Грло (алб. Syriganë, Suhogërllë) је насељено место у Србији, у општини Србица. Административно припада Косову и Метохији, односно Косовскомитровачком управном округу. Ово велико село подељено је на два дела — источни припада Општини Исток, а западни Општини Србица. Село се простире на источном огранку Мокре горе и удаљено је 14–15 км од градића Истока. Према попису из 2011. године било је 308 становника.

## Историја
Суво Грло се помиње крајем ХIII и у XIV веку као средиште „Сухогрлске земље“ у повељама краља Милутина којима прилаже ту земљу најпре манастиру Св. Николе Дабарског код Прибоја на Лиму, а потом манастиру Бањска, задужбини краљевој. По предању, село се звало и Срма Грло, по руднику „срме“ (сребра). Међу дароване поседе уписана је и црква „Света Богородица на сухогрлској земљи“. Краљ и цар Душан даровао је села око Сувог Грла хиландарском пиргу Хрусији. У турском попису из 1435. године Суво Грло је уписано као средиште нахије са преко 15 села, са три махале – Трговиштем, Леданицом и Законом, и укупно 126 српских кућа и домова, три свештеника и једним калуђером. У селу је постојало неколико цркава. Најстарија је била „црква Св. Богородице на сухогрлској земљи“, која се помиње и у повељама краља Милутина. У цркви Ваведења Св. Богородице сачуван је попис имовине њеног јеромонаха Саве из 1596. године, 17 књига, 3 иконе, 3 епитрахиља – укупно педесетак предмета. Остаци цркве Св. Николе. Остаци цркве Св. Арханђела у дворишту албанске куће. Остаци цркве код Црквене чесме са стогодишњим стаблом табуисаног црног дуда и извором. Остаци цркве Св. Јована под Брдом где и сада сељаци доносе суд са водом да преноћи, а потом га носе кући као „свету водицу. На вису Градина су остаци Калуђерског града са природним извором, који се и зове Калуђерска вода.
Црквица у албанашкој приватној кући, поред чије дворишне капије расте још једно столетно стабло „кара–дуда“. Црквиште у „плевни“, згради за сено и сламу албанца Рамадина Хајзераја. У шуми Шиповику изнад села су остаци старог рударског града на простору од 4–5 хектара. Изнад града је пећина у којој је доскора било ретких, законом заштићених белогрлих орлова. Сам град (као и шума) носи име по Немцима, средњовековним Сасима, рударима. Шип је, наиме, немачка реч за рударску лопату (die Schipe). Хаџи Серафим Ристић у свом Плачу Старе Србије 1864. Године набраја зулуме Арбанаса над сељанима Сувог Грла: „отеше 3 вода, 4 коња и амбар у којем је 60 товара пшенице огњу предадоше, попу Бошку на путу коња отеше, црквене књиге, часни крст, епитрахиљ уништише.

## Становништво
Према попису из 1981. године у насељу већинско становништво су били Албанци, уз значајан проценат Срба. Након рата 1999. године Суво Грло је једно од ретких насеља општине Србица које Срби нису напуштали.
| Етнички састав према попису из 1961.‍ | Етнички састав према попису из 1961.‍ | Етнички састав према попису из 1961.‍ | Етнички састав према попису из 1961.‍ | Етнички састав према попису из 1961.‍ |
| ------------------------------------ | ------------------------------------ | ------------------------------------ | ------------------------------------ | ------------------------------------ |
|                                      |                                      |                                      |                                      |                                      |
| Албанци                              | Албанци                              |                                      | 276                                  | 56,1%                                |
| Срби                                 | Срби                                 |                                      | 212                                  | 43,1%                                |
| Укупно: 492                          |                                      |                                      |                                      |                                      |

| Етнички састав према попису из 1981.‍ | Етнички састав према попису из 1981.‍ | Етнички састав према попису из 1981.‍ | Етнички састав према попису из 1981.‍ | Етнички састав према попису из 1981.‍ |
| ------------------------------------ | ------------------------------------ | ------------------------------------ | ------------------------------------ | ------------------------------------ |
|                                      |                                      |                                      |                                      |                                      |
| Албанци                              | Албанци                              |                                      | 374                                  | 65%                                  |
| Срби                                 | Срби                                 |                                      | 193                                  | 33,6%                                |
| Укупно: 575                          |                                      |                                      |                                      |                                      |

| Етнички састав према попису из 2011.‍ | Етнички састав према попису из 2011.‍ | Етнички састав према попису из 2011.‍ | Етнички састав према попису из 2011.‍ | Етнички састав према попису из 2011.‍ |
| ------------------------------------ | ------------------------------------ | ------------------------------------ | ------------------------------------ | ------------------------------------ |
|                                      |                                      |                                      |                                      |                                      |
| Албанци                              | Албанци                              |                                      | 290                                  | 94,2%                                |
| Срби                                 | Срби                                 |                                      | 18                                   | 5,8%                                 |
| Укупно: 308                          |                                      |                                      |                                      |                                      |

Број становника на пописима:
|             | \| Демографија[6] \| Демографија[6] \| Демографија[6] \| \| Година \| Становника \| Становника \| \| -------------- \| -------------- \| -------------- \| \| 1948. \| 426 \| \| \| 1953. \| 438 \| \| \| 1961. \| 492 \| \| \| 1971. \| 495 \| \| \| 1981. \| 575 \| \| \| 1991. \| 598 \| \| |            |
| Демографија | |            |
| Година      | Становника | Становника |
| 1948.       | 426 |            |
| 1953.       | 438 |            |
| 1961.       | 492 |            |
| 1971.       | 495 |            |
| 1981.       | 575 |            |
| 1991.       | 598 |            |